# Robert Noorduyn

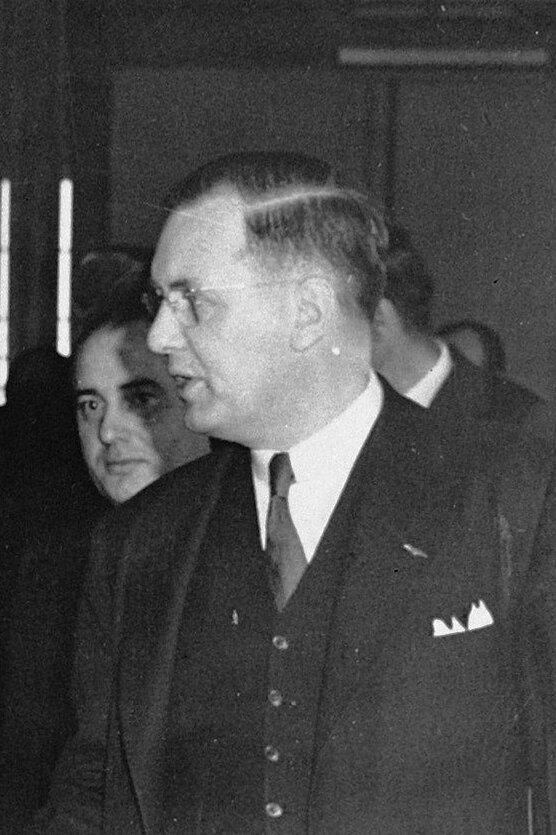
Robert Noorduyn (1940er Jahre)

Robert B.C. Noorduyn (* 6. April 1893 in Nijmegen, Niederlande; † 22. Februar 1959 in South Burlington, Vermont, USA) war Entwickler und Hersteller von Flugzeugen. 

## Biografie
Robert Noorduyn sprach fließend Niederländisch und Englisch, weil seine Mutter Engländerin war. Nachdem er eine technische Ausbildung in den Niederlanden und Deutschland erhalten hatte, ging er 1913 nach England. Dort erlernte er in einer Caudron G II das Fliegen und wurde von Sopwith Aviation als technischer Zeichner engagiert. 
1917 arbeitete er als Chefzeichner zusammen mit Frederick Koolhoven für die British Aerial Transport Company, die er 1919 verließ, um für Anton Herman Gerard Fokker in den Niederlanden zu arbeiten. Da Fokker in die USA expandieren wollte, sandte er Noorduyn 1921 nach Teterboro, New Jersey, um dort eine Produktionsstätte einzurichten. Dort entwarf er Fokkers Universalflugzeug, von dem viele Exemplare nach Kanada verkauft wurden. Sie halfen dort bei der Besiedlung und Entwicklung des Nordens. Außerdem arbeitete Noorduyn an der Erweiterung der einmotorigen Fokker F.VIII um zwei Motoren.
Anfang 1929 wechselte er zu Bellanca in Wilmington, Delaware, wo er Bellanca Skyrocket entwarf. Hierbei handelte es sich um eine verbesserte Version des Bellanca Pacemaker, die ebenfalls im Norden Kanadas eingesetzt wurde.
Anfang 1932 sollte er für Pitcairn Autogiro den ersten Viersitzer mit Kabine entwerfen. Im Herbst 1934 beschloss Noorduyn, seine Erfahrungen bei Fokker und Bellanca zu bündeln. Das Ergebnis war die Noorduyn Norseman.
Er starb in seinem Haus in South Burlington, Vermont am 22. Februar 1959.